# Eliza Soutsou
Eliza Soutsou (în greacă Ελίζα Σούτσου; n. 1837, Atena, Regatul Greciei – d. ianuarie 1887, Atena, Regatul Greciei) a fost o scriitoare greacă din secolul al XIX-lea, care s-a făcut remarcată în principal ca traducătoare.

## Biografie
Eliza Soutsou s-a născut în anul 1837 la Atena, ca fiică a generalului de artilerie și omului politic Skarlatos Soutsos⁠(d) (un fanariot descendent din vechea aristocrație greacă, 1808–1887) și a soției sale, Elpida („Nadina”) A. Kantakouzinou⁠(d) (1810–1883). A primit o educație temeinică și s-a remarcat prin cunoștințele sale vaste de limbi străine. S-a ocupat în principal cu traducerile, unele dintre acestea fiind publicate în cărți separate, iar altele în ziarele și revistele vremii. Eliza Soutsou a tradus, printre altele, romanul Madeleine (Η Μαγδαληνή) al lui Jules Sandeau⁠(d) (1879), studiul La charité privée à Paris (Η ιδιωτική αγαθοεργία εν Παρισίοις ή αι μικραί αδελφαί των απόρων) al lui Maxime du Camp⁠(d) (1884), cartea de călătorie Le couvent des capucins (Η παρά το Παλέρμο Μονή των Καπουτσίνων) a lui Alexandre Dumas și studiul Les Martyrs de la science (Οι μάρτυρες της Επιστήμης) al lui Gaston Tissandier. În același timp, a colaborat la diverse publicații precum Estia⁠(d) (Εστία), Poikili Stoa⁠(d) (Ποικίλη Στοά), Evdomas (Εβδομάς), Revue du Monde etc.
Nu s-a căsătorit niciodată și a murit la vârsta de aproximativ 50 de ani la începutul lui ianuarie 1887, la Atena, din cauza unei boli de inimă care se agravase în ultimul an. Înmormântarea ei a avut loc în prezența prim-ministrului Charilaos Trikoupis⁠(d) și a ministrului afacerilor externe Stefanos Dragoumis⁠(d), în timp ce unchiul ei, profesorul Ioannis Soutsos⁠(d) (1804–1890), a ținut discursul funerar.

## Notă explicativă
1. ↑  Tatăl ei s-a născut la București și era fiul lui Alexandru Suțu (Alexandros Soutzos; 1758–1821), domn al Țării Românești în 1802, 1806 și 1818–1821 și domn al Moldovei în 1801–1802, ce provenea din familia Suțu (în greacă Σούτσου). Mama ei era fiica boierului greco-moldovean Alexandru Cantacuzino-Deleanu⁠(d) (1787–1841). Ea a avut un singur frate, Dimitrios Soutsos⁠(d) (1845–1904), care mai târziu a devenit primar al Atenei (1879–1887) (Cf. „Σκαρλάτος Σούτσος”. Hellenicaworld.com (în greacă).; „Σκαρλάτος Σούτσος” (în greacă). Hellenica. Accesat în 25 aprilie 2019.).